# Morsea dumicola
Morsea dumicola is een rechtvleugelig insect uit de familie Eumastacidae. De wetenschappelijke naam van deze soort is voor het eerst geldig gepubliceerd in 1918 door Rehn & Hebard.